# Ceriantipatharia
Los ceriantipatarios (Ceriantipatharia) son una subclase de cnidarios antozoos. Incluye formas coraloides. Tienen una corona de tentáculos, no pinnados y en número múltiplo de seis, con una cavidad gastrovascular dividida en cámaras (en número múltiplo de seis también) por sarcoseptos completos (macroseptos) no dispuestos en parejas. Tienen musculatura reducida y poseen un único sifonoglifo, considerado ventral.
Se divide en dos órdenes, que dan el nombre compuesto del grupo:
- Orden Antipatharia. Se denominan comúnmente corales negros; son colonias arborescentes similares a las gorgonáceas, pero de un esqueleto interno mucho más grueso, endurecido y córneo. Pueden llegar a medir más de 6 metros de altura. El esqueleto axial es pardo o negro, recubierto por un cenosarco del que salen los pólipos, normalmente de 6  tentáculos (ocasionalmente 24) no retráctiles. En la superficie del esqueleto se forman espinas.
- Orden Ceriantharia. Son pólipos grandes, solitarios, sin esqueleto, tubícolas, que viven verticalmente enterrados en sustratos blandos. Del margen del poro oral salen tentáculos largos y delgados. Las gónadas se forman en mesenterios alternos. Son hermafroditas protándricos.